# Thanatus coloradensis
Thanatus coloradensis är en spindelart som beskrevs av Eugen von Keyserling 1880. Thanatus coloradensis ingår i släktet Thanatus och familjen snabblöparspindlar. Inga underarter finns listade i Catalogue of Life.